# Carex nervina
Carex nervina L.H.Bailey es una especie de planta herbácea de la familia de las ciperáceas.

## Hábitat
Es nativa de California y las partes adyacentes de Oregón y Nevada, donde crece principalmente en los prados de montaña. 

## Descripción
Esta juncia forma grupos de esponjosos tallos de hasta unos 70 centímetros de altura. La inflorescencia es un denso grupo de unas pocas espigas compactas de hasta 3 centímetros de largo. El fruto está recubierto de un brillante perigynium dentado de color verde o marrón.

## Taxonomía
Carex nervina fue descrita por  Liberty Hyde Bailey y publicado en Botanical Gazette 10(1): 203, pl. 3, f. 6–8. 1885.
Etimología
Ver: Carex